# The Skeleton Dance
The Skeleton Dance é um curta-metragem de animação de 1929, o primeiro da série Silly Symphonies, dirigido e produzido por Walt Disney e animado por Ub Iwerks. No filme, quatro esqueletos humanos dançam e fazem música em torno de um assustador cemitério – um exemplo moderno de "dança macabra" medieval. A dança se tornou icônica e em 1994, o curta foi votado como 18º dos 50 Greatest Cartoons de todos os tempos pelos membros do campo da animação.

## Produção
Enquanto muitos afirmam que a partitura musical foi adaptado da composição Danse Macabre de Saint-Saëns, Carl Stalling explicou, em uma entrevista 1969, que era na verdade um foxtrote definido em um tom menor. Stalling sugeriu a ideia para uma série de curtas animados musicais para a Disney em uma reunião em 1929. Stalling também adaptou a "The March of the Trolls" de Edvard Grieg, para partes da música da dança dos esqueletos. Os esqueletos dançam de várias maneiras e tocam instrumentos musicais improvisados. Em uma cena, um esqueleto puxa os ossos do outro para fora e toca o esqueleto como um xilofone. Um esqueleto também desempenha um contrabaixo, usando um arco e rabo do gato como as cordas. Um esqueleto dança parte de Charleston.
É notável por ser o primeiro desenho animado a não utilizar pós-sincronização de som. A animação a partir deste curta foi posteriormente reutilizada no curta de Mickey Mouse, Haunted House, em que Mickey vai se abrigar em uma casa mal assombrada, e é forçado a tocar música para os esqueletos dançantes. O desenho animado foi criado em preto e branco no padrão 1.33:1.35 milímetros. O filme teve um orçamento de 5,386 mil dólares.